# ワールドエンド・シンドローム
『ワールドエンド・シンドローム』は、アークシステムワークスより2018年8月30日に発売されたアドベンチャーゲーム。対応機種はPlayStation 4、PlayStation Vita、Nintendo Switch。

## 概要
不可思議な伝承が現代に残る、架空の田舎町「魅果町」を舞台にした恋愛ミステリー・アドベンチャー。5人のヒロインの攻略ルートごとに異なる展開が待ち受けており、それぞれの視点から少しずつ町の謎が明らかになっていく構成となっている。

## システム
「序章」「本編」「真相編」からなる。「序章」では多くのノベルゲームのように、時おり選択肢に答えながらテキストを読み進めていく。「本編」では、8月の1か月間の毎日、魅果町を散策することになる。「午前」「午後」「夜」の3回、行きたい場所を指定して話を進める。最初から全ヒロインを攻略できるわけではなく、ヒロインを一人攻略しエンディングを見るごとに新しいヒロインのルートが解放される仕様となっている。全ヒロインを攻略すると、エピローグにあたる「真相編」を見ることができる。

## あらすじ
夏を目前に、高校転入のため小さな田舎町「魅果町」へと引っ越してきた主人公は、転入早々「ミステリー研究会」に入部することになった。ミステリー研究会のメンバーと穏やかな日々を過ごすなか、学内の女子生徒が遺体となって発見されたことを皮切りに、町に不穏な空気が漂い始める。奇しくもその年は、魅果町の伝承「黄泉人伝説」により伝えられる、100年に一度の特別な年であった。ミステリー研究会メンバーと夏休みを過ごしながら、町の真相に迫っていく。

## 登場人物
主人公
高校2年生。名前はゲーム開始時にプレイヤーが入力する。
高校転入のため、魅果町にある親戚の別荘を訪ねてやってきた。過去に交通事故で姉を亡くしており、それが原因で心を閉ざしがちになっている。とあることがきっかけで、ミステリー研究会に入部する。
楠瀬 舞美(くすのせ まいみ)
声 - 東城日沙子
16歳、高校2年生。身長163cm。
ミステリー研究会部員で、攻略対象ヒロインの一人。主人公の従妹。
小さい頃に主人公と会ったことがあるのだが、ほとんど覚えていなかった。主人公の住まいとなる別荘に先客として住んでおり、主人公と同居することになる。負けん気の強い性格から、しばしば主人公と口論になる。健介曰く「黙ってれば美人」。
テニス部に所属しており、その腕前はかなりのもので、部のエースとして活躍している。
神代 沙也(かみしろ さや)
声 - 中恵光城
15歳、高校1年生。身長163cm。
ミステリー研究会部員で、攻略対象ヒロインの一人。魅果町の名家「神代家」の娘。
幼少期からテニスや剣道などあらゆるスポーツの英才教育を受けており、運動神経抜群。また学業も優秀にこなす、文武両道の才女。根っからのお嬢様であるため、庶民の文化には疎く、牛丼やハンバーガーも食べたことがなかった。
家業の関係でアイドルの二階堂玲衣と親しい。神代家の娘であるが、その出自についてはいくつかの謎があり、彼女の攻略ルートで深く掘り下げられることになる。
甘奈 未海
声 - 井澤詩織
17歳、高校2年生。身長159cm。
ミステリー研究会の部長。攻略対象ヒロインの一人。寡黙な美少女。
無口だが、決して控えめな性格というわけではない（健介に対してたびたび「変態」と罵っている）。また、舞美に対してはよく話す。兄が経営するカフェを毎日手伝っている。成績は常に学年トップだが、運動は苦手である。実は涙もろい。
主人公が魅果町に降り立った時、暗闇から主人公を凝視していた。
山田 花子
声 - 木戸衣吹
17歳、高校2年生。身長165cm。
ミステリー研究会部員で、攻略対象ヒロインの一人。常に大きな瓶底メガネをかけているため、素顔が見えない。
名前について、健介から「逆キラキラネーム」と言われる。隣町の高校に在籍しているというが、山城香織の著書に大変感銘を受けたとのことで、夏休み期間だけ魅果高校のミステリー研究会に参加することになる。その正体はアイドルの二階堂玲衣である。
音無 雪乃
声 - 伊藤静
出版社に務める20歳の新米ライター。身長167cm。
攻略対象ヒロインの一人。ノンフィクションライターを目指しており、黄泉人伝説の伝承を追って魅果町にやってきた。
魅果町に向かう列車の中で主人公と遭遇しており、それが縁で、のちに主人公の別荘に住むことになる。探求心が強く、自ら魅果町で巻き起こる事件に積極的に関わっていく。その容姿と明るい性格で、しばしば大人の男性を魅了する。
山田花子と同じく、夏休み期間限定でミステリー研究会に参加する。ヒロインの中で唯一の社会人。
麻木 健介
声 - 山谷祥生
17歳、高校2年生。身長173cm。
主人公のクラスメイト。能天気な、ムードメーカー的存在。人当たりがよく、主人公ともすぐに打ち解けている。
かなりの女好きであり、時折繰り出すその変態的な言動から、しょっちゅう女子に「変態」などと罵られるが、本人は気にしないどころか喜んでいる。顧問含め何かと美人の多いミステリー研究会に、女性目当てで半ば強引に入部する。
舞美に好意を持っており、過去10回ほど告白しているが、相手にされていない。二階堂玲衣の追っかけをしている。
山城 香織
声 - 沼倉愛美
魅果高校の女性教師で、ミステリー研究会の顧問。25歳、身長165cm。
魅果町の黄泉人伝説を題材とした小説『ワールドエンド』を著作し、映画化が決まるほどの大ヒットを収め、一躍有名になる。その色気から男子生徒の憧れとなっている。神代壬生とは高校時代の同級生であり、また甘奈大和は彼女の後輩にあたる。
二階堂 玲衣
声 - 木戸衣吹
国民的アイドルグループ「絶体絶命パンダ」」のセンターを務める人気アイドル。17歳、身長165cm。
映画『ワールドエンド』で主演を務めるため、映画の舞台となる魅果町を訪れている。神代家が経営する和菓子メーカー「神代堂」の広告塔でもあり、そのつながりで神代沙也とは旧知の仲。諸事情により、「山田花子」として魅果高校のミステリー研究会に参加する。
神代 壬生
声 - 白井悠介
神代家の長男であり、神代沙也の兄。
容姿端麗で金持ちの子であるため、女性関係の噂が絶えない。その一方で、あがり症であったり、幼いころからやっていた剣道で良い成績を残せなかったりと、妹と比べて何かと不器用という側面がある。
甘奈 大和
声 - 沢城千春
ミステリー研究会部員の溜まり場であるカフェ「パスティーシュ」のマスター。甘奈未海の兄。
妹とは対照的に、社交的な性格。
竜崎 涼子
声 - 羅弘美
魅果署に勤める女刑事。魅果町で巻き起こる事件について捜査している。

## 用語
魅果町
物語の舞台。日本のどこかにある人口8000人の小さな田舎町。入り江の中にあり、海が広がる美しい景観を持つ。黄泉人伝説という伝承が残っている。
黄泉人伝説
魅果町に古くから伝わる伝承。100年に一度、死者が「黄泉人」となって蘇り、人を見境なく虐殺するという。現代では、信じる人はほとんどおらず、おとぎ話のような扱いになっている。
黄泉人
黄泉人伝説で語られる、死者が蘇った存在。夏の訪れとともに出現する。基本的に生前と同じように振る舞うため、ただの人間との見分けがつかない。しかし夏の終わりごろ、突如として正気を失い、人を大量虐殺する恐ろしい存在になると言われる。
神代家
魅果町の由緒正しい名家。100年前の黄泉人事件の際、黄泉人を葬るのに尽力し、町を救ったとされる。その結果、魅果町における地位を不動のものとした。そうした背景もあり、神代家が経営する老舗和菓子メーカー「神代堂」はいまや世界的ブランドとなっている。

## 主題歌
オープニングテーマ「Brand-New World」
作詞：金沢十三男 / 作曲：KEI KOHARA / 編曲：根本健一 KEI KOHARA / 歌：楠瀬舞美（CV：東城日沙子）
エンディングテーマ「Unending blue」
作詞：杉本善徳 / 作曲：杉本善徳 / 編曲：杉本善徳 / 歌：二階堂玲衣（CV：木戸衣吹）
挿入歌「真夏のシークレット－5uk1－」
作詞：RUCCA / 作曲：加藤慶 / 編曲：加藤慶 / 歌：二階堂玲衣（CV：木戸衣吹）

## 評価
『週刊ファミ通』のクロスレビューでは、40点満点中32点（内訳：8,8,8,8）で、ゴールド殿堂入りとなった。レビューでは、「好奇心を刺激し、疑念を抱かせるシナリオが巧み」「各キャラの事情と地域伝承の真相が周回のたびに見えてくる物語も、先が気になってしかたがない」などのシナリオに対する言及のほか、「背景アニメーションや環境音が、田舎町の夏休みならではの空気感を引き立てている」と、ゲームの雰囲気作りを評価する声もあった。その一方で、システム面に関しては、任意のタイミングでセーブできない点が不便、といった意見も見られた。